# McDonnell Douglas DC-10
Die McDonnell Douglas DC-10 ist ein dreistrahliges Großraumflugzeug des US-amerikanischen Flugzeugbauers McDonnell Douglas, je nach Version für den Mittel- oder Langstreckenbereich. Am 29. August 1970 fand der Erstflug dieses Flugzeugmusters von Long Beach, Kalifornien zur Edwards Air Force Base statt. Dreistrahler wurden vor der Entwicklung von ETOPS-Strahltriebwerken auf Strecken eingesetzt, für die vierstrahlige Maschinen unrentabel waren. Die DC-10 war daher für lange Zeit nach der Boeing 747 das zweithäufigste und zweitschwerste Großraumflugzeug. Sie ging einerseits durch ihre Langlebigkeit und andererseits durch eine Unfallserie in den späten 1970er-Jahren in die Geschichte der Zivilluftfahrt ein.

## Geschichte der DC-10

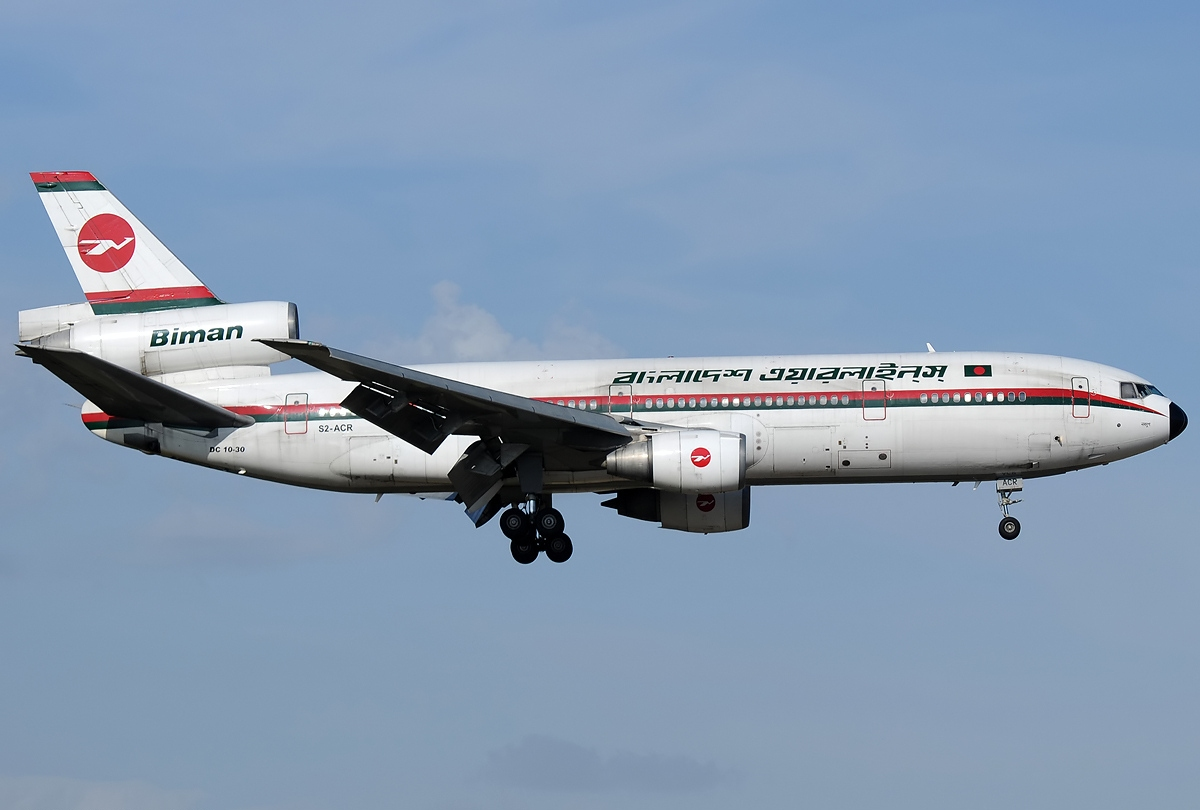
Letzte aktive Passagier-DC-10: Biman Bangladesh Airlines S2-ACR

### Entwicklungsphase
Mitte der 1960er-Jahre verlangte die United States Air Force nach einem neuen strahlgetriebenen Großraumtransporter, um Kapazitäten zu erweitern und die betagten propellergetriebenen Douglas C-133 Cargomaster abzulösen. Die drei großen amerikanischen Hersteller Boeing, Douglas und Lockheed beteiligten sich an dem Wettbewerb, bis das Rennen 1965 zugunsten der Lockheed C-5 entschieden wurde.
Obwohl der Auftrag an die Konkurrenz ging, konnten Boeing und Douglas noch viel aus diesem Programm schöpfen. Die daraus gewonnenen Erkenntnisse wurden genutzt, um eine neue Generation von Flugzeugen zu entwickeln, die das eigene Muster Douglas DC-8 sowie das Konkurrenzmuster Boeing 707 ergänzen und auf den internationalen Prestigerouten ablösen sollten. Bei Boeing entstand hieraus einige Jahre später die Boeing 747. Douglas hingegen litt immer noch an finanziellen Schwierigkeiten aus früheren Programmen und verschmolz 1967 mit McDonnell (einem Hersteller von Militärflugzeugen) zu McDonnell Douglas. Durch die neue Finanzspritze gesichert, forcierte McDonnell Douglas die Entwicklung des neuen Flugzeugmusters. Zur gleichen Zeit war American Airlines auf der Suche nach einem zweistrahligen Flugzeugmuster, das die 747 im inneramerikanischen Verkehr ergänzen und in der Kapazität zwischen Boeing 707 und Boeing 747 liegen sollte. McDonnell Douglas überzeugte American Airlines mit einem dreistrahligen Entwurf, sodass am 2. Februar 1968 mit einem Auftrag über 25 DC-10-10 (plus 25 Optionen) das DC-10-Programm begann.

### DC-10 gegen TriStar

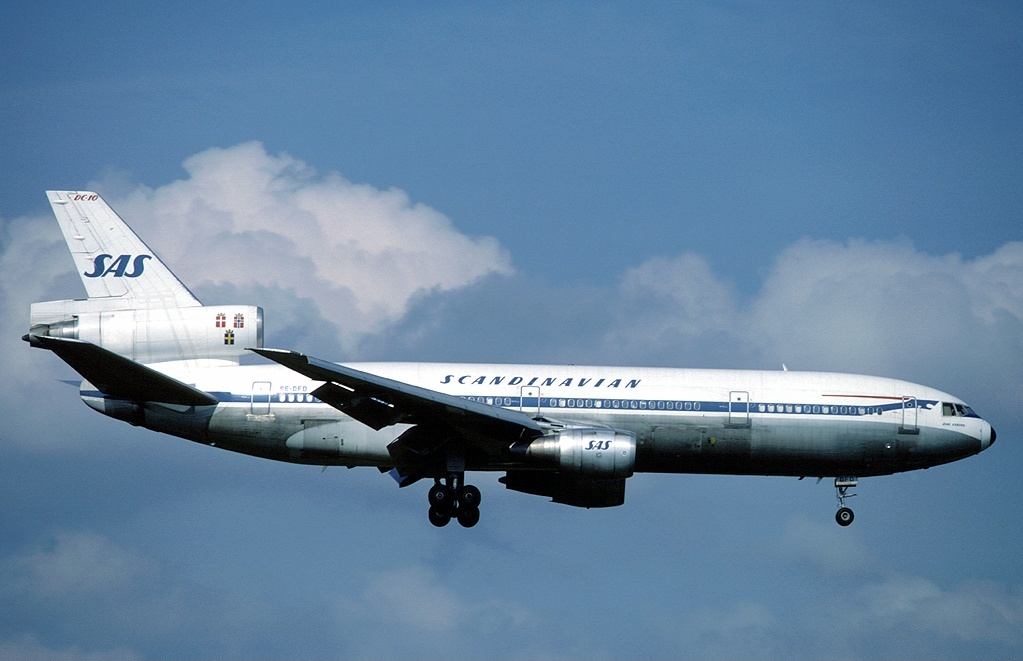
Eine DC-10 der SAS Scandinavian Airlines im Jahr 1982

In der Zwischenzeit war auch Lockheed in den Markt der neuen Großraumflugzeuge eingestiegen. Die Lockheed L-1011 TriStar war ein der DC-10 sehr ähnlicher Entwurf, der äußerlich von der DC-10 fast nur durch die Bauweise des Hecktriebwerkes zu unterscheiden ist. Da das Management von McDonnell nur wenig Erfahrung mit der Vermarktung von zivilen Verkehrsflugzeugen hatte, verlor die DC-10 viele frühe Aufträge an die TriStar. Als dann auch McDonnell Douglas für ihr Flugzeug ähnliche Finanzierungsmöglichkeiten und Preisnachlässe wie Lockheed anbot, gingen auch wieder Aufträge für die DC-10 ein. Der endgültige Durchbruch für die DC-10 kam jedoch durch die Langstreckenvariante DC-10-30, die im Juni 1969 erstmals von der europäischen KSSU-Gruppe bestellt wurde. Dieser Modellreihe konnte Lockheed noch kein Konkurrenzprodukt entgegensetzen. Es ist allerdings zu erwähnen, dass bereits 1969 eine Langstreckenvariante der Tristar namens Lockheed L-1011-8.4 geplant war. Durch eine Finanzkrise beim Triebwerkshersteller Rolls-Royce konnte diese Langstreckenversion jedoch nicht realisiert werden. Erst 1978 brachte Lockheed unter dem Namen L-1011 TriStar 500 eine verkürzte Version für Langstrecken heraus, die jedoch wenig mit dem Projekt L-1011-8.4 gemeinsam hatte. Mit 446 zu 250 gebauten Exemplaren entschied McDonnell Douglas das Rennen für sich.

### Das negative Image der DC-10
Bereits am 12. Juni 1972 gab es einen Zwischenfall, der die DC-10 in negative Schlagzeilen geraten ließ: Bei einer DC-10-10 der American Airlines öffnete sich im Flug die hintere Frachtraumtür, was zu einem plötzlichen Druckabfall im Flugzeug und dem Einbruch des Kabinenbodens im hinteren Bereich der Maschine führte. Trotzdem konnte die DC-10 noch nach Detroit zurückkehren. In der Geschichte der DC-10 wird dieser Unfall als „Windsor Incident“ bekannt (nach der kanadischen Ortschaft Windsor (Ontario), über der dieser Zwischenfall passierte).
Als Folge aus dem Vorfall wurde am 3. Juli 1972 das „Service Bulletin 52-37“ von McDonnell Douglas und des US-amerikanischen National Transportation Safety Board (NTSB) erlassen, das eine Nachbesserung der Verriegelung der Frachttür vorsah. Es wurden Listen herausgegeben, auf denen die Maschinen verzeichnet wurden, die umgerüstet werden sollten. Darauf waren alle bisher ausgelieferten DC-10 der Betreiber American Airlines, United Airlines, National Airlines und Continental Airlines; es fehlten jedoch zwei Flugzeuge, die ursprünglich von dem japanischen Leasingunternehmen Mitsui für die All Nippon Airways bestellt worden waren. All Nippon zeigte jedoch kein Interesse mehr an den Maschinen und entschied sich für die TriStar. Die beiden DC-10 mit den Baunummern 46704/29 und 46705/33 standen zu diesem Zeitpunkt noch in Long Beach bei McDonnell Douglas. Schließlich wurden diese Flugzeuge ohne die verbesserte Verriegelung im September bei Turkish Airlines platziert und anschließend ab Dezember 1972 von der Gesellschaft in Europa und Asien eingesetzt.
Auf dem Turkish-Airlines-Flug 981 stürzte die Maschine mit der Baunummer 46704/29 am 3. März 1974 kurz nach dem Start vom Flughafen Paris-Orly im Wald von Ermenonville ab, wobei alle 346 Menschen an Bord starben. Alle Fakten und die Untersuchungsergebnisse sprachen dafür, dass – wie schon knapp zwei Jahre zuvor – die Frachtraumtür nicht gehalten hatte und im Flug abgerissen war. Daraufhin hielt auch hier der Kabinenboden nicht stand und zwei Sitzreihen wurden aus der Maschine gerissen. Die Beschädigungen führten zum Ausfall des mittleren Triebwerks und der Höhenrudersteuerung. Dadurch wurde es unmöglich, den starken Sinkflug, in den die Maschine überging, aufzuhalten. Dieser Unfall hätte verhindert werden können, wenn McDonnell Douglas die Empfehlung der NTSB umgesetzt hätte. Mehr als eine Empfehlung, eine Anweisung, konnte damals nur die FAA herausgeben, die allerdings bei der Ausgabe des „Service Bulletin 52-37“ nicht hinzugezogen wurde.
Die DC-10 geriet nach diesem Unfall ins Zwielicht, konnte sich mit der Zeit aber davon erholen. Am 25. Mai 1979 jedoch stürzte die DC-10-10 des American-Airlines-Fluges 191 kurz nach dem Start vom O’Hare International Airport in Chicago in einen Hangar, wobei große Trümmerteile auch in einer Wohnwagensiedlung niedergingen, nachdem sich das linke Triebwerk beim Start von der Tragfläche gelöst hatte. Untersuchungen ergaben, dass Risse in der Triebwerksaufhängung zum Versagen der Aufhängung geführt und so den Unfall verursacht hatten. Da am 5. Juni bei weiteren DC-10-10 der American Airlines solche Risse gefunden wurden, entzog die FAA der DC-10 die Musterzulassung und legte weltweit sämtliche DC-10 still (etwas Vergleichbares geschah das nächste Mal im Januar 2013 mit der Boeing 787). Man stellte ferner bei den Untersuchungen fest, dass bei einigen DC-10 die Triebwerksträgermontage nur unzulänglich erfolgt war, teilweise bedingt dadurch, dass McDonnell Douglas die Triebwerksgondelmontage von Santa Monica nach Huntington Beach verlegt hatte und dadurch viele neue Facharbeiter angelernt werden mussten. Das war zwar nicht die Ursache des Unfalls von Chicago, sorgte aber wieder einmal für negative Schlagzeilen.
Am 13. Juli wurden die Ergebnisse der Untersuchungen bekanntgegeben. Sie besagten, dass American Airlines und Continental Airlines ein unzulässiges Wartungsverfahren benutzten. Sie hatten die Triebwerke samt Halterung mit Hilfe eines Gabelstaplers von der Tragfläche getrennt. United Airlines übernahm dieses Verfahren mit einer Hebevorrichtung statt eines Gabelstaplers. Die Fluggesellschaften beachteten somit die Anweisungen des Flugzeugherstellers McDonnell Douglas nicht, die Teile separat zu entfernen. Das Verfahren der beiden Fluggesellschaften führte zu übermäßiger Belastung der Aufhängung und zu besagten Anrissen und somit letztendlich zum Absturz vom 25. Mai. Daraufhin bekam die DC-10 ihre Musterzulassung zurück.
Im Laufe des Jahres verunglückten noch zwei weitere DC-10 aufgrund schwerwiegender menschlicher Fehler, darunter der Air-New-Zealand-Flug 901. Der Ruf der DC-10 war nun jedoch so stark ramponiert, dass American Airlines ihre DC-10 nur noch mit dem Schriftzug Luxury Liner versah, anstatt wie beim Rest ihrer Flotte auch die Typenbezeichnung am Rumpf zu nennen. Das geschichtsträchtige Kürzel „DC“ (Douglas Commercial) für Flugzeuge der zivilen Luftfahrt wurde bei den neuen Flugzeugtypen von McDonnell Douglas durch „MD“ ersetzt – der schlechte Ruf der DC-10 soll einer der Gründe für diese Änderung gewesen sein.
Das Jahr 1989 war für die DC-10 mit drei Unfällen ein weiteres unglückliches Jahr, wobei ein Unfall durch einen missglückten Landeanflug und ein anderer durch eine Bombe an Bord verursacht wurde. Der dritte Unfall betraf United-Airlines-Flug 232 (Einzelheiten siehe unten bei „Zwischenfälle“).
Noch heute wird die DC-10 vorrangig mit den Unfällen aus den 1970er-Jahren assoziiert. Statistisch gesehen (Anzahl der Totalverluste mit/ohne Todesfälle pro 1 Mio. Starts) lag die DC-10 aber in etwa auf dem Niveau der Boeing 747-100/-200/-300, schlechter als der Airbus A300 und die Lockheed L-1011, aber besser als ihre Nachfolgerin MD-11.

### Die 1980er-Jahre
In den frühen 1980er-Jahren befand sich die Luftfahrt aufgrund hoher Treibstoffpreise in einer Krise. In dieser Zeit wurden die ersten Transatlantikflüge mit zweistrahligen Maschinen durchgeführt. Daher gingen die Bestellungen für die dreistrahligen Großraumflugzeuge zurück. Während die TriStar-Produktion bereits 1983 eingestellt worden war, überbrückte McDonnell Douglas die schwierige Zeit durch den Bau der KC-10-Tankflugzeuge für die US Air Force und einiger Frachter für FedEx. Dies änderte jedoch nichts daran, dass die DC-10 ihren Zenit schon hinter sich hatte. So begann bereits in den frühen 1980er-Jahren die Entwicklung eines Nachfolgers, aus dem schließlich die McDonnell Douglas MD-11 wurde. Im Dezember 1988 wurde die Produktion der DC-10 zugunsten der MD-11 eingestellt. Am 25. Juli 1989 wurde die 446. und letzte DC-10, eine DC-10-30, an Nigeria Airways ausgeliefert.

### Nach der Jahrtausendwende

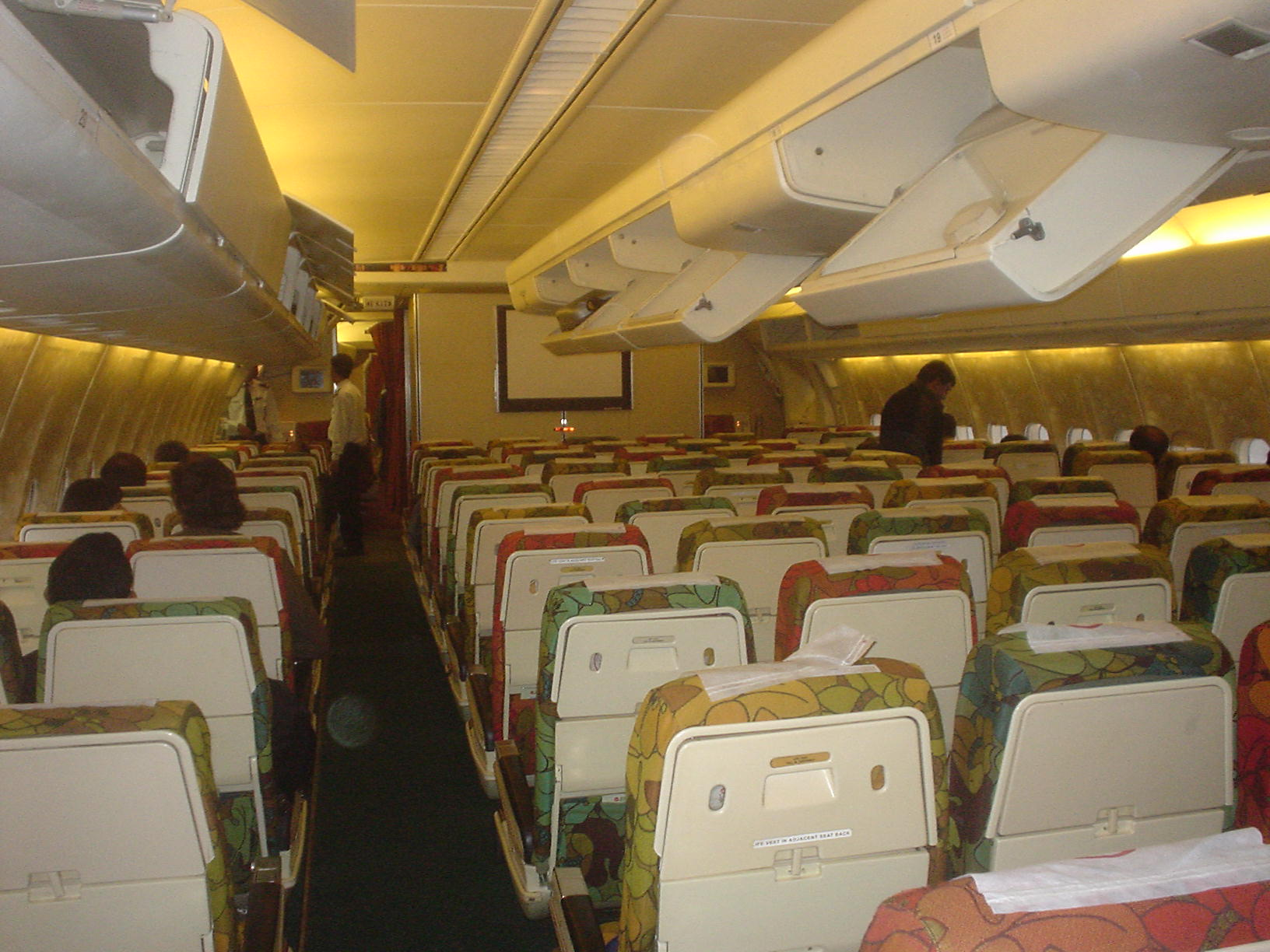
Kabine der Biman-DC-10-30

Nach über 30 Jahren im Flugbetrieb haben sich die meisten Fluggesellschaften aus wirtschaftlichen Gründen von ihren DC-10 getrennt – eine DC-10 verbraucht 35 % mehr Treibstoff pro Passagier als eine Boeing 777-300ER. Genauso wie die DC-8 hat sich die DC-10 aufgrund ihrer Langlebigkeit jedoch zu einem beliebten Frachter entwickelt. Viele ehemalige Passagiermaschinen erlebten einen „zweiten Frühling“ und wurden zu Vollfrachtern umgebaut. So entstanden neue Varianten, wie beispielsweise die DC-10-10F(AF) und die DC-10-40F(AF). Einige DC-10 der ehemaligen Northwest Airlines überschritten die Marke von 120.000 Flugstunden – ein Wert, der bisher von keinem anderen Passagierflugzeug erreicht wurde. Allerdings hatte die Airline sämtliche DC-10-Passagierflugzeuge 2007 – kurz vor ihrer Übernahme durch Delta Air Lines – ausgemustert.
Im Juli 2000 war ein abgefallenes Triebwerksteil einer DC-10 für den Absturz einer Concorde auf ein Hotel in der Nähe des Flughafens Paris-Charles de Gaulle mitverantwortlich (siehe: Air-France-Flug 4590). Dem Untersuchungsbericht zufolge war das Teil aber weder gemäß den Vorgaben des Flugzeugherstellers hergestellt noch gemäß diesen eingebaut worden.

#### Letzte Passagierflüge
Anfang 2007 musterte Northwest Airlines die DC-10 als vorletzte Fluggesellschaft aus dem regulären Linien-Passagierdienst aus – den letzten Flug absolvierte eine DC-10-30 mit dem Kennzeichen N237NW in der zweiten Januarwoche 2007 auf der Strecke von Honolulu nach Minneapolis, sie gelangte danach zur Charter-Gesellschaft World Airways und wurde dort schließlich ausgemustert. Bis Februar 2012 betrieb die US-amerikanische Fluggesellschaft Omni Air International zuletzt drei DC-10-Passagiermaschinen (-30ER) für Charterflüge der US Army und musterte diese schließlich ebenfalls aus. Damit war Biman Bangladesh Airlines der weltweit letzte Betreiber, der noch bis zum 18. Februar 2014 eine seiner einst vier DC-10 im Linien-Passagierdienst einsetzte, die vorletzte je gebaute Maschine. Das Flugzeug sollte nach dem letzten Linienflug und einer Reihe von Sonderflügen von Birmingham aus an das Museum of Flight (Seattle) überführt werden, dem Museum standen jedoch innerhalb der noch verbliebenen lizenzierten Zeit keine freien Flächen zur Verfügung. Am 24. Februar 2014 flog diese letzte DC-10 mit Passagierzulassung leer zur Zerlegung von Birmingham nach Dhaka, Bangladesh.

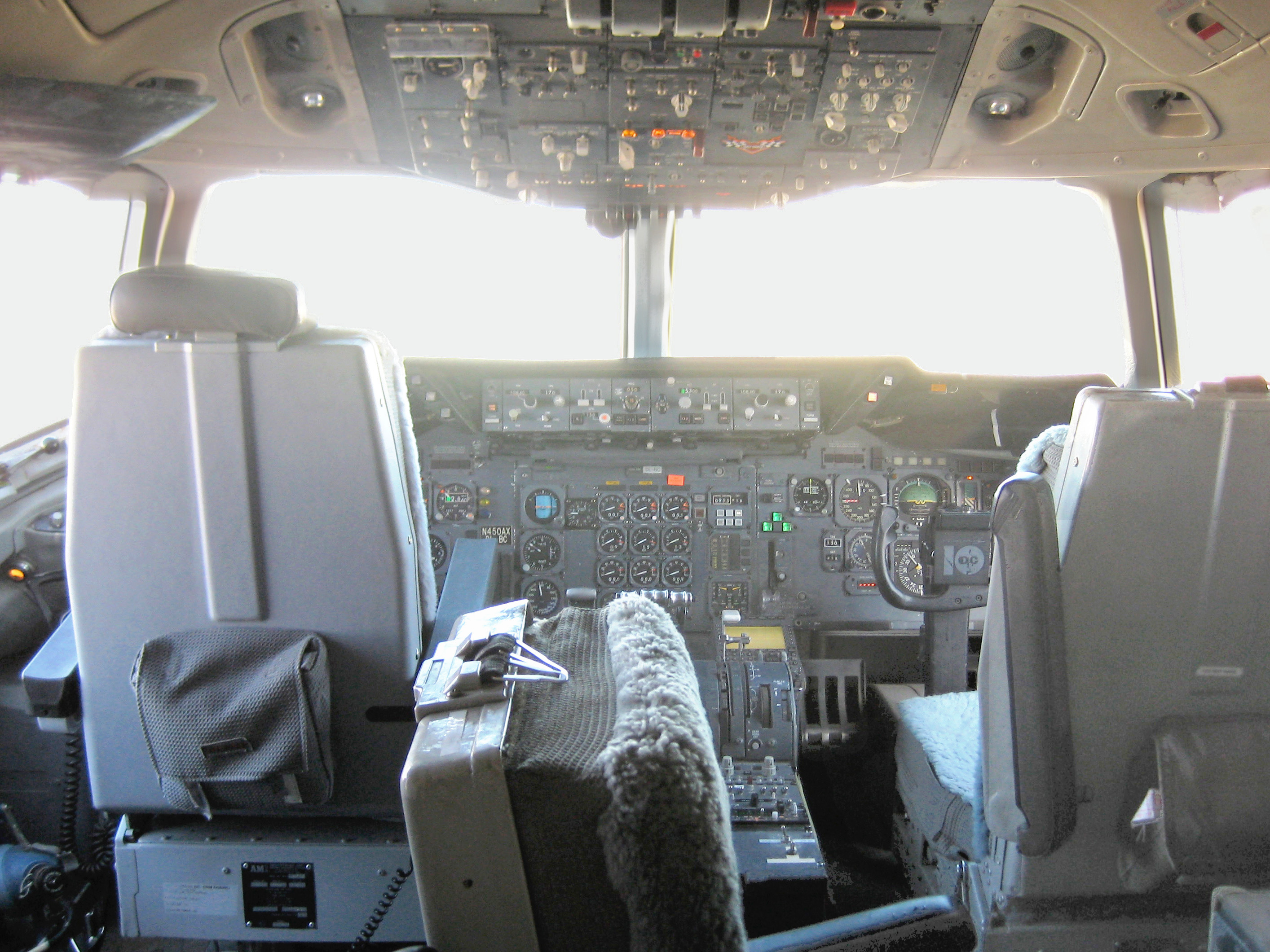
Vor dem Umbau: 3-Mann-Cockpit der DC-10, analoge Instrumente

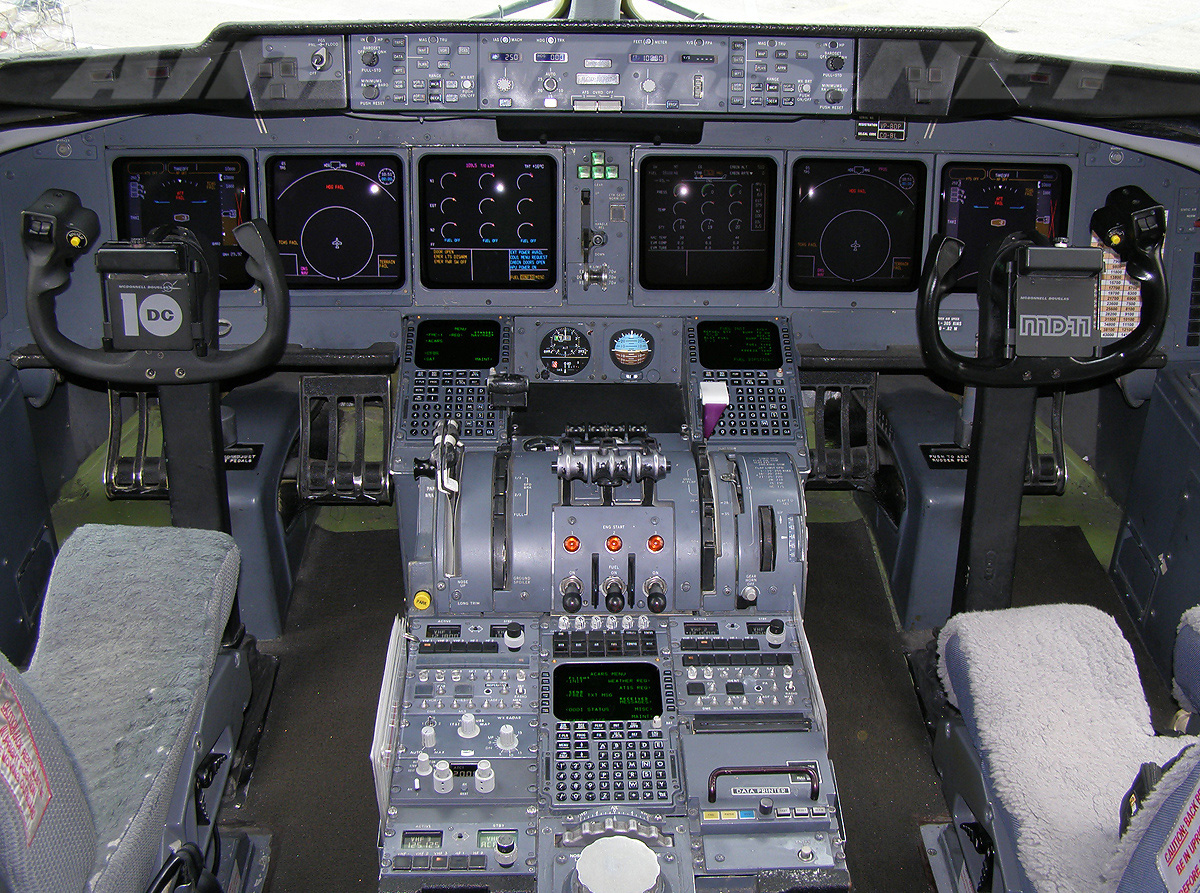
Nach dem Umbau entspricht das MD-10-Cockpit weitgehend diesem MD-11-Cockpit

Da KLM als letzter Passagier-Linienbetreiber des Nachfolgemodells MD-11 ebenfalls für 2014 die Ausflottung angekündigt hat, werden DC-10 und die 20 Jahre später lancierte MD-11 im selben Jahr aus dem Passagier-Liniendienst zurückgezogen.
Die Nichtregierungsorganisation ORBIS International setzte seit 1994 die zweite gebaute DC-10-10 (N220AU, Baujahr 1970) als fliegende Augenklinik ein. 2013 wurde sie durch eine von FedEx gespendete MD-10-30 (N330AU, Nr. 96, Baujahr 1973) ersetzt, die für weitere 20 Jahre Dienst eingeplant ist.
Mit Stand Februar 2014 waren von den 446 gebauten Maschinen noch 138 im Einsatz (einschließlich fünf abgestellten), davon jeweils über 40 % bei FedEx und der United States Air Force. Im Verhältnis zum ehemaligen direkten Konkurrenten Lockheed L-1011 TriStar sind damit heute noch weitaus mehr DC-10 in Betrieb – auch bezogen auf die jeweilige Gesamtproduktion der TriStar und der DC-10.

### MD-10

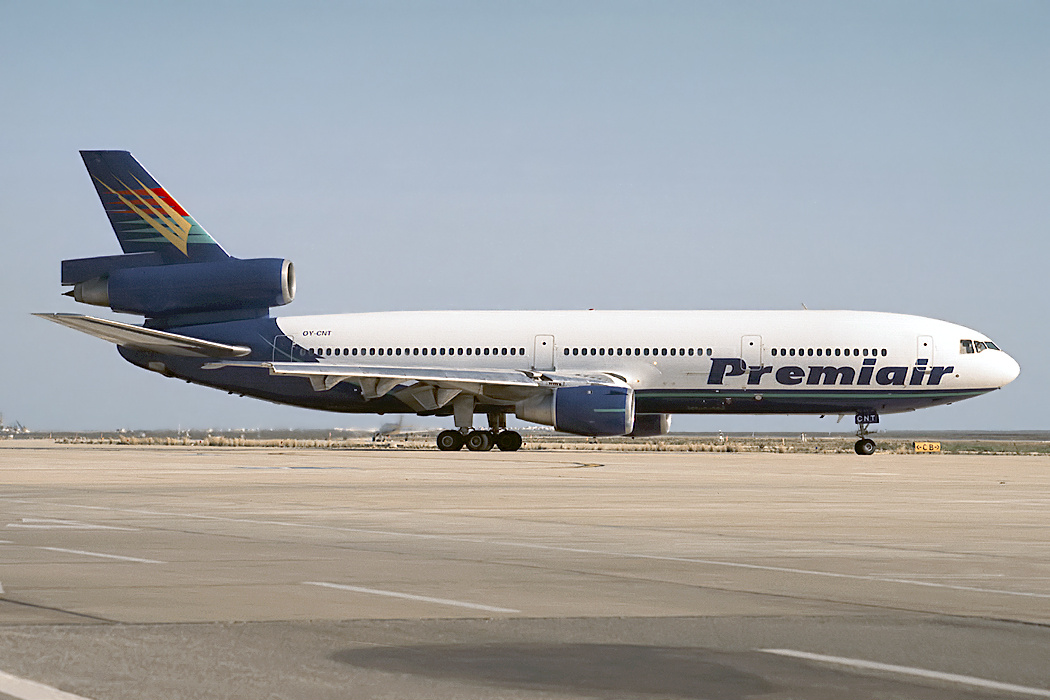
Eine DC-10-10, die Premiair gebraucht übernahm.

Auch wenn die DC-10 schon viele Jahre im Einsatz war, wurden Anstrengungen unternommen, sie weiterhin einsatzbereit zu halten und den neuesten Erfordernissen anzupassen. Im Auftrag und auf Anregung von FedEx wurden 70 DC-10 auf Glascockpit mit neuester Avionik und Zwei-Mann-Cockpit umgerüstet. Die Umrüstung beschränkte sich nicht allein auf das Cockpit, das nun dem der MD-11 glich – auch die Triebwerke wurden über ein sogenanntes Service Bulletin für den neuen Einsatz verbessert und angepasst. Derart modifizierte Flugzeuge erhielten die Bezeichnung MD-10. Außer FedEx gab es keine weiteren Kunden für die Umrüstung. Im Jahr 2013 übernahm Transportes Aéreos Bolivianos eine ausgemusterte FedEx-Maschine (MSN 48312, Bj. 1988) und ist damit der zweite Betreiber dieser Version. FedEx hat sich Anfang Juni 2021 von seiner letzten McDonnell Douglas MD-10-10 verabschiedet. Die verbliebenen 8 MD-10-30 wurden zum 1. Januar 2023 ausgemustert und werden sukzessive durch Boeing-767F und -777F ersetzt.

## Versionen
Es gibt vier zivile Hauptversionen der DC-10 sowie die militärische Variante KC-10.

### DC-10-10
- Die DC-10-10, die am 5. August 1971 von American Airlines in Dienst gestellt wurde, stellt die Standardversion dar. Die Baureihe besitzt General-Electric-CF6-6-Triebwerke. Zu den Hauptkunden gehörten American Airlines, United Airlines, Continental Airlines und National Airlines. Die DC-10-10 war vor allem für den inneramerikanischen Verkehr ausgelegt und wird daher auch als „Domestic Version“ bezeichnet. Insgesamt wurden 122 Flugzeuge gebaut.
- Die DC-10-10CF („Convertible Freighter“) war eine für den gemischten Transport von Fracht und/oder Passagieren ausgelegte Version der DC-10-10 mit verstärktem Kabinenboden und einer Frachtluke auf dem Hauptdeck. Insgesamt wurden neun Maschinen gebaut; acht für Continental Airlines und eine für United Airlines.

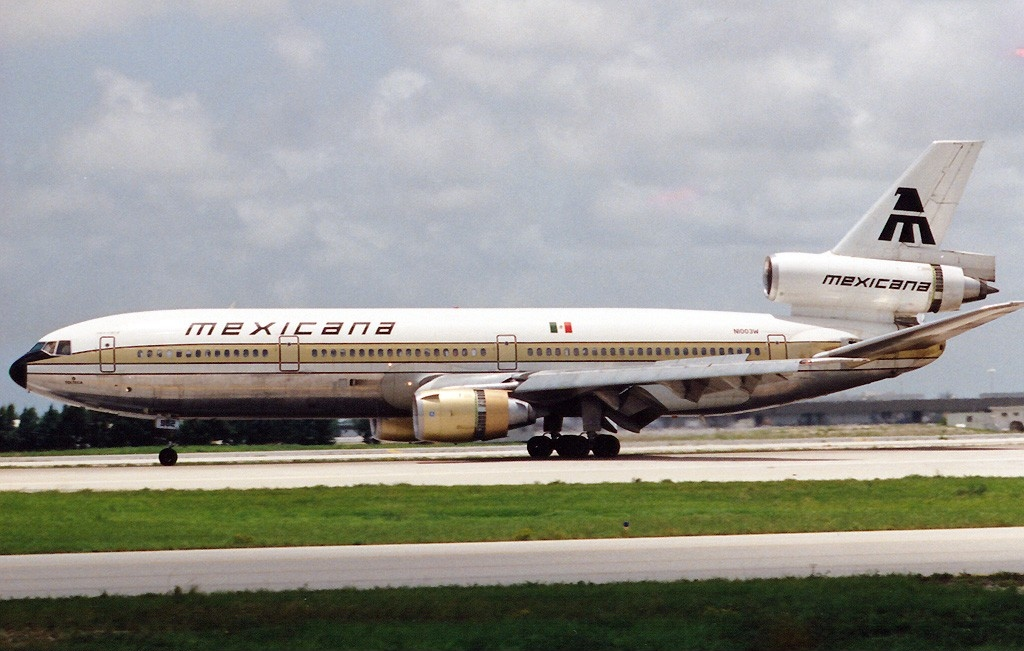
DC-10-15 der Mexicana

### DC-10-15
- Die DC-10-15 war eine ab 1979 angebotene Version der DC-10-10, die Starts mit erhöhter Nutzlast von heißen und hoch gelegenen Flughäfen wie Mexiko-Stadt ermöglichte. Hierzu erhielt die Baureihe die leistungsstärkeren CF6-50C2F-Triebwerke der DC-10-30. Ab 1981 wurden insgesamt sieben Maschinen an den Erstkunden Aeroméxico sowie an Mexicana ausgeliefert.

### DC-10-20
- DC-10-20 war die ursprüngliche Bezeichnung für die DC-10-40. Der Erstkunde Northwest Airlines bestand jedoch darauf, die Bezeichnung vor Auslieferung ihrer Maschinen in DC-10-40 zu ändern, um sie moderner wirken zu lassen.

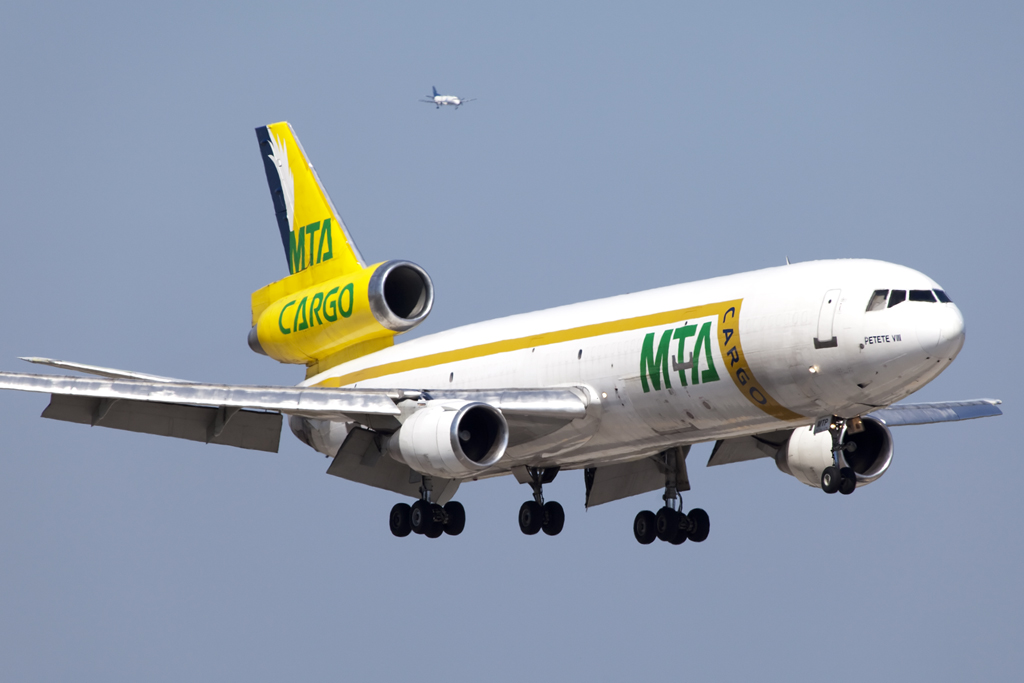
DC-10-30. Das zusätzliche mittlere Hauptfahrwerk besitzen nur die 30er und 40er Serien.

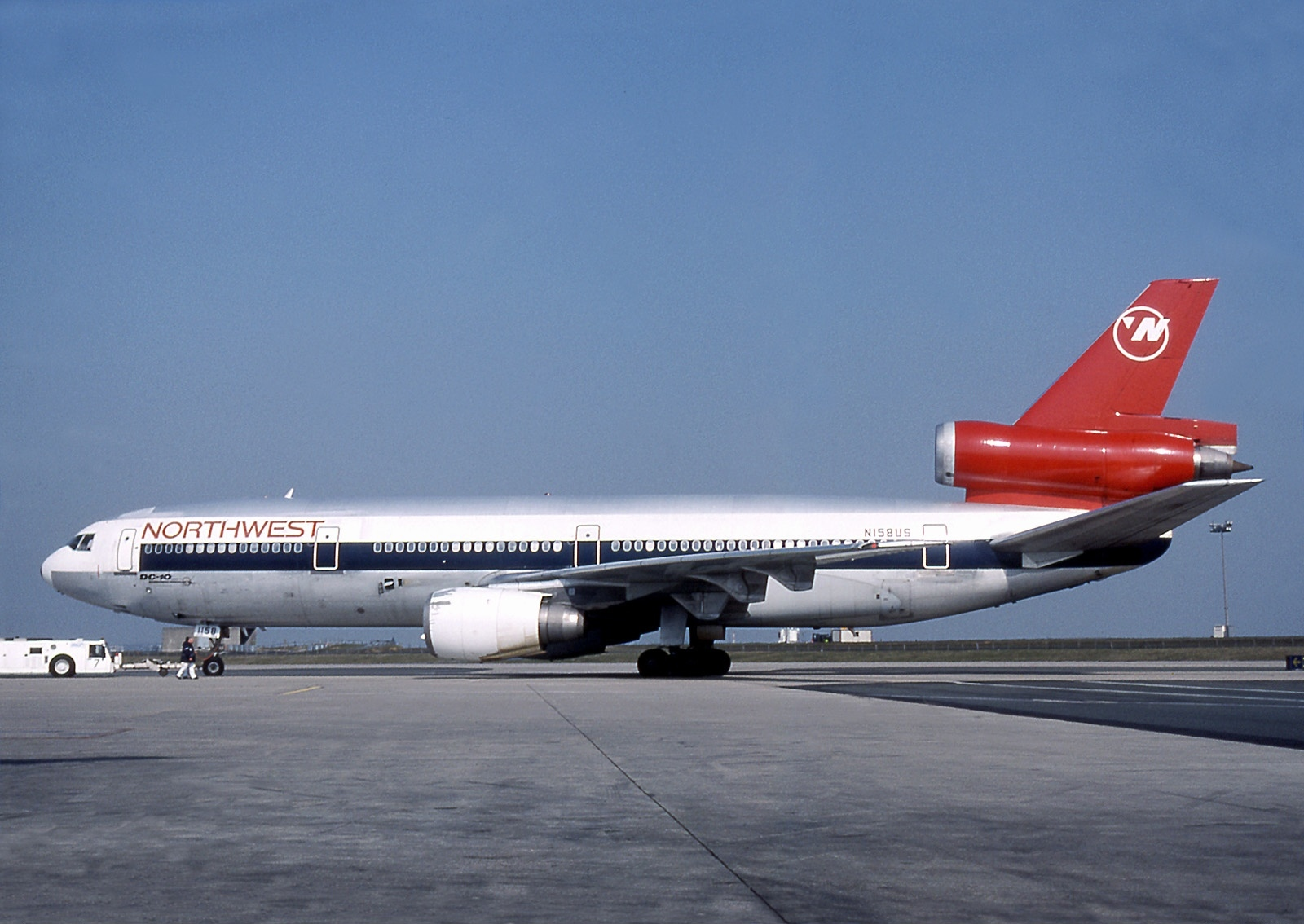
DC-10-40 der Northwest Airlines

### DC-10-30
- Die DC-10-30, die zum ersten Mal im Herbst 1972 flog, ist nach der DC-10-40 (bzw. DC-10-20) die zweite Langstreckenversion. Angetrieben durch leistungsfähigere CF6-50-Triebwerke, wurde die DC-10-30 weltweit auf solchen Interkontinentalstrecken eingesetzt, die eine Boeing 747 nicht rechtfertigten. Diese Baureihe war die erfolgreichste Version der DC-10-Familie. Erstkunden waren die Fluggesellschaften der KSSU-Gruppe (KLM, SAS, Swissair und UTA), die 1969 eine gleichzeitige Bestellung tätigten. Auch die europäischen Linienfluggesellschaften Alitalia, British Caledonian Airways, Finnair, Iberia, Lufthansa und Sabena orderten diese Version. Insgesamt wurden 163 Maschinen gefertigt.
- Die DC-10-30CF („Convertible Freighter“) war eine wahlweise als Passagier- und/oder Frachtflugzeug einsetzbare Version. Die beiden Erstbesteller Trans International Airlines und Overseas National Airways übernahmen die ersten Flugzeuge gleichzeitig am 17. April 1973 vom Hersteller. Insgesamt wurden 27 Maschinen gefertigt.
- Die DC-10-30AF („All Freight“) war eine 1979 von Alitalia bestellte Frachtversion mit 79,3 t Nutzmasse, die aber von dieser storniert wurde. Erstkunde war Federal Express, die 1984 alle zehn gefertigten Maschinen dieser Version erhielt. Die Baureihe wird auch als DC-10-30F („Freighter“) bezeichnet.
- Die DC-10-30ER („Extended Range“) war eine Version mit vergrößerter Reichweite, durch einen zusätzlichen Treibstofftank im hinteren Frachtraum. Das erste Flugzeug wurde 1981 an Finnair ausgeliefert. Insgesamt wurden sechs Maschinen gebaut, zudem ließ Swissair einige ihrer DC-10-30 im Jahr 1982 entsprechend nachrüsten.

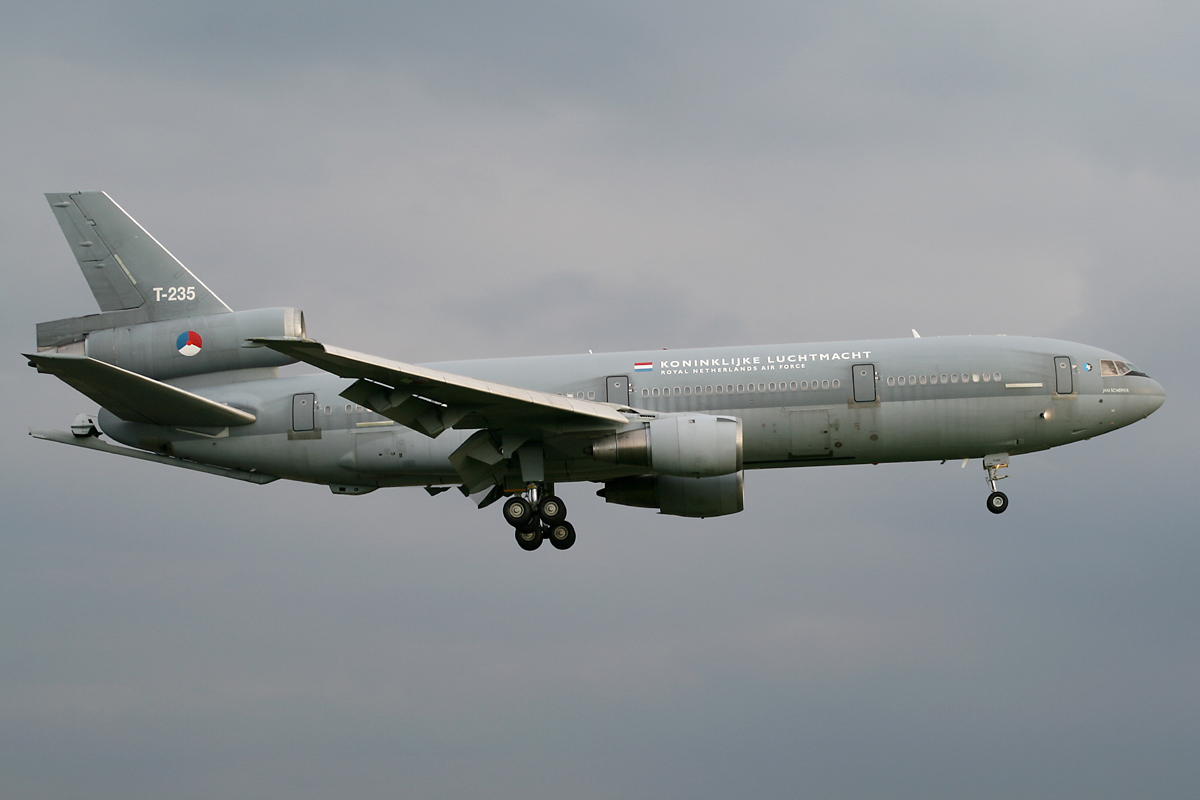
Eine McDonnell Douglas KDC-10-30CF der RNLAF im Anflug auf Hamburg.

### DC-10-40
- Die DC-10-40 (ursprünglich DC-10-20) war die erste Langstreckenversion und besaß Pratt & Whitney-JT9D-20-Triebwerke. Erstkunde Northwest Airlines stellte diesen Typ 1972 in Dienst. Der zweite und letzte Kunde war Japan Air Lines, deren DC-10-40 leistungsfähigere Triebwerke des Typs JT9D-59 erhielten. Insgesamt wurden 42 Maschinen gefertigt.

### KC-10A
- Die KC-10A ist die militärische Version der DC-10-30AF für Luftbetankung. Die United States Air Force erhielt 60 werksneue Maschinen. Für die Koninklijke Luchtmacht wurden zwei von Martinair erworbene zivile DC-10-30CF entsprechend ausgerüstet. Sie erhielten die Bezeichnung KDC-10-30CF.

## Liste der DC-10-Betreiber

### Besteller werksneuer Flugzeuge
Vollständige Liste aller Fluggesellschaften, die werksneue DC-10 bestellten und betrieben:
| - Aeroméxico - Air Afrique - Air New Zealand - Air Siam - Air Zaïre - Alitalia - American Airlines - Ariana Afghan Airlines - Balair - Biman Bangladesh Airlines - British Caledonian Airways - Condor Flugdienst - Continental Airlines | - CP Air - Delta Air Lines1) - Federal Express - Finnair - Garuda Indonesia - Ghana Airways - Iberia - Japan Air Lines - Japan Air System - JAT Yugoslav Airlines - KLM Royal Dutch Airlines - Korean Air - Laker Airways | - Lufthansa - Martinair Holland - Malaysia Airlines - Mexicana - National Airlines - Nigeria Airways - Northwest Airlines - Overseas National Airways - Pakistan International Airlines - Philippine Airlines - Sabena - SAS – Scandinavian Airlines System - Singapore Airlines | - Swissair - Thai Airways - Trans International Airlines - Turkish Airlines - United Air Lines - Union de Transports Aériens - VARIG - VIASA - Wardair Canada - Western Airlines - World Airways - Zambia Airways |

1) Delta Air Lines bestellte am 18. März 1971 fünf DC-10-10, verkaufte die Maschinen aber vor der Fertigung an United Airlines und mietete sie vor Auslieferung von dieser zurück. Die geleasten Flugzeuge wurden bis zum 1. Mai 1975 betrieben.
Fünf Fluggesellschaften (darunter Lauda Air und Atlantis) bestellten werksneue DC-10, nahmen diese aber nicht ab. Hinzu kommen über 120 Fluggesellschaften, die gebrauchte DC-10 erwarben, kurzfristig anmieteten oder durch die Übernahme einer anderen Fluggesellschaft in die Flotte integrierten.

### Aktuelle Betreiber
| Betreiber                        | Anzahl          | Anmerkungen                                      | Bild                                          |
| Frachtflugzeuge                  | Frachtflugzeuge | Frachtflugzeuge                                  | Frachtflugzeuge                               |
| -------------------------------- | --------------- | ------------------------------------------------ | --------------------------------------------- |
| FedEx                            | 75              | 1 DC-10-30, 74 MD-10, alle abgestellt            | FedEx DC-10                                   |
| KF Cargo                         | 0               |                                                  | Kelowna Flightcraft DC-10                     |
| Transportes Aéreos Bolivianos    | 3               | 1 DC-10 aktiv, 2 DC-10-30 abgestellt             | TAB DC-10                                     |
| Wilmington Trust                 | 0               | seit 2012 abgestellt, zuletzt aktiv bei DETA Air | UP-DC102 DETA Air im Dezember 2010            |
| KC-10-Tankflugzeuge              |                 |                                                  |                                               |
| United States Air Force          | 56              | 1 aktiv, 55 abgestellt                           | USAF KC-10 bei der Luftbetankung              |
| Omega Aerial Refueling Services  | 5               | 2 aktiv: 1 als Tanker und 1 als Frachtflugzeug   | DC-10-Tanker von Omega                        |
| Niederländische Luftstreitkräfte | 0               | Zwei gingen zu Omega Aerial Refueling services   | KDC-10 bei der Luftbetankung                  |
| sonstige Nutzung                 |                 |                                                  |                                               |
| 10 Tanker Air Carrier            | 4               | Löschflugzeuge                                   | DC-10-Löschflugzeug von 10 Tanker Air Carrier |
| ORBIS International              | 1               | „Fliegende Augenklinik“, MD-10-30                | Orbis DC-10                                   |
| Gesamt                           | 110             |                                                  |                                               |

## Zwischenfälle
Bis Ende 2017 kam es zu 33 Totalverlusten von DC-10. Dabei kamen 1261 Menschen ums Leben sowie 170 durch einen Bombenanschlag. Auszüge:
- Am 12. Juni 1972 öffnete sich bei einer DC-10-10 (Luftfahrzeugkennzeichen N103AA) der American Airlines über Windsor, Ontario, die hintere Frachttür und es kam zu einer explosiven Dekompression. Ein Teil des Kabinenbodens brach in den darunter liegenden Frachtraum, was die unter dem Kabinenboden verlaufenden Steuerkabel zur Ansteuerung der Steuerflächen beeinträchtigte. Dennoch konnten die Piloten das schwer steuerbare Flugzeug in Detroit landen. Es gab keine Toten (siehe auch American-Airlines-Flug 96).

- Am 3. November 1973 hatte eine DC-10-10 der US-amerikanischen National Airlines (N60NA) im Reiseflug einen schweren Triebwerksschaden, wobei eine Turbinenschaufel ein Kabinenfenster durchschlug. Ein Passagier wurde infolge des plötzlichen Druckabfalls durch das zerbrochene Fenster gesaugt. Die Piloten konnten die Maschine auf dem Flughafen Albuquerque International Sunport notlanden (siehe auch National-Airlines-Flug 27).[24]

- Am 3. März 1974 stürzte eine DC-10-10 der Turkish Airlines (TC-JAV) kurz nach dem Start vom Flughafen Paris-Orly ab, wobei alle 346 Menschen an Bord starben (Einzelheiten siehe oben bei Das negative Image der DC-10) (siehe auch Turkish-Airlines-Flug 981).[25]

- Am 12. November 1975 brannte eine DC-10-30CF der US-amerikanischen Overseas National Airways (N1032F) nach einem Startabbruch auf dem Flughafen New York/JFK aus. Während des Beschleunigens wurde das rechte Triebwerk kurz vor dem Abheben durch Vogelschlag schwer beschädigt. Motorteile durchschlugen die rechte Tragfläche, wodurch Feuer ausbrach. Die Piloten versuchten ein Überrollen des Bahnendes zu verhindern, indem sie das Flugzeug mit hoher Geschwindigkeit in einen Rollweg lenkten. Hierbei brach das Fahrwerk. An Bord befanden sich 139 Personen, allesamt Angestellte der ONA. Sie konnten sich nahezu unverletzt in Sicherheit bringen.[26]

- Am 2. Januar 1976 musste eine zweite DC-10-30CF der Overseas National Airways (N1031F) nach einem Unfall auf dem Flughafen Istanbul-Yeşilköy als Totalverlust abgeschrieben werden. Das Flugzeug, das als Ersatz für die zuvor verunglückte Maschine für Saudi Arabian Airlines zum Einsatz kam, sollte Haddsch-Pilger zurück nach Ankara bringen, musste aber wetterbedingt nach Istanbul ausweichen. Dort führten die Piloten den Anflug zu niedrig durch. Die Maschine schlug kurz vor der Landebahnschwelle auf. An Bord befanden sich 364 Passagiere und 13 Besatzungsmitglieder. Alle Insassen überlebten, lediglich ein Besatzungsmitglied wurde verletzt.[27]

- Am 1. März 1978 befand sich eine DC-10-10 der US-amerikanischen Continental Airlines (N68045) gerade im Startlauf vom Los Angeles International Airport, als unmittelbar vor dem Erreichen der Entscheidungsgeschwindigkeit nacheinander drei Fahrwerksreifen platzten. Nach einem Startabbruch überrollte die Maschine das Startbahnende, wobei das linke Hauptfahrwerk brach, zwei Tragflächentanks beschädigt wurden und ein Brand ausbrach. Gegen Ende der Evakuierung der Maschine versagten nacheinander alle Notrutschen. Von 200 Insassen der Maschine wurden 31 verletzt, zwei Passagiere starben (siehe auch Continental-Airlines-Flug 603).[28]

- Am 25. Mai 1979 stürzte eine DC-10-10 (N110AA) der US-amerikanischen American Airlines kurz nach dem Start vom O’Hare International Airport in Chicago ab, nachdem sich das linke Triebwerk beim Start von der Tragfläche gelöst hatte. Insgesamt wurden 273 Menschen getötet (Einzelheiten siehe oben bei „Das negative Image der DC-10“) (siehe auch American-Airlines-Flug 191).[29]

- Am 31. Oktober 1979 setzte eine DC-10-10 der US-amerikanischen Western Airlines (N903WA) bei dichten Nebel auf einer gesperrten Landebahn des Flughafens Mexiko-Stadt auf. Beim Versuch durchzustarten kollidierte die Maschine mit einem Baufahrzeug. Das Flugzeug brach daraufhin nach rechts aus und stürzte in ein Gebäude. Von den 88 Insassen kamen 72 ums Leben. Zudem wurde eine weitere Person am Boden getötet (siehe auch Western-Airlines-Flug 2605).[30]

- Am 28. November 1979 prallte eine DC-10-30 der neuseeländischen Air New Zealand (ZK-NZP) während eines Besichtigungsfluges über der Antarktis gegen den Mount Erebus. Durch den Aufschlag der Maschine kamen alle 237 Passagiere sowie alle 20 Besatzungsmitglieder ums Leben. Hierbei handelte es sich um den schwersten Flugzeugunfall in der Geschichte Neuseelands (siehe auch Air-New-Zealand-Flug 901).[31]

- Am 3. Februar 1981 brach in einer McDonnell Douglas DC-10-30 der Pakistan International Airlines (AP-AXE) bei Wartungsarbeiten auf dem Flughafen Karachi (Pakistan) ein Feuer aus. Das Flugzeug wurde irreparabel beschädigt. Über Personenschäden ist nichts bekannt.[32]

- Am 20. September 1981 wurde eine Flugbegleiterin in einer DC-10 der World Airways auf dem Flug 32 von Baltimore nach Frankfurt getötet. Der Personal-Lift, der den unteren Flur des Flugzeugs mit der Passagierkabine verbindet, hatte sich, bei offener Tür, in Bewegung gesetzt und die Frau im Fahrstuhlschacht eingeklemmt. Die amerikanische Luftfahrtbehörde FAA rügte die mangelhafte Sicherheit des DC-10-Lifts: Ein konstruktionsschwacher Schalter, so das Resümee eines 51 Seiten starken Unfall-Reports, sei schuld gewesen, außerdem sei die Türverriegelung des Aufzugs »vollkommen unzureichend«. Es sei nicht auszuschließen, dass sich ein ähnlich schwerer Unfall wiederhole.[33]

- Am 13. September 1982 kam es während des Starts einer DC-10-30CF der spanischen Spantax (EC-DEG) in Málaga bei einem Flug nach New York zu starken Vibrationen durch Platzen des rechten Reifens am vorderen Fahrwerk. Die Vibrationen irritierten die Piloten, die daraufhin viel zu spät einen Startabbruch einleiteten. Dabei schoss die Maschine über das Ende der Start- und Landebahn hinaus, überquerte eine Autobahn und kam an der Böschung einer Eisenbahnlinie zum Stehen. Dabei zerbrach sie in drei Teile und brannte schließlich aus. Von den 394 Insassen kamen 50 ums Leben (siehe auch Spantax-Flug 995).[34]

- Am 23. Dezember 1983 startete die Besatzung einer DC-10-30 der Korean Air Lines (HL7339) auf dem Flughafen Anchorage von der falschen Startbahn. Dabei rammte das Frachtflugzeug eine mit neun Personen vollbesetzte Piper PA-31 Navajo der South Central Air, überschoss dann das Landebahnende um rund 450 Meter und wurde irreparabel beschädigt. Alle Insassen beider Maschinen überlebten die Kollision, zum Teil allerdings schwer verletzt.[35]

- Am 19. Juli 1989 kam es zu einem schweren Unfall einer DC-10-10 (N1819U) der US-amerikanischen United Airlines: Nach einem Bruch der Rotorscheibe des Fans des mittleren, im Leitwerk angeordneten Triebwerks fiel dieses aus. Des Weiteren beschädigten austretende Triebwerksteile das Leitwerk und die drei unabhängigen Hydrauliksysteme so schwer, dass eine alleinige Steuerung durch diese praktisch unmöglich war. Mit Hilfe der Schubregelung der zwei verbliebenen funktionierenden Triebwerke konnte das Flugzeug zur Notlandung auf dem Sioux Gateway Airport von Sioux City mit leichter Neigung nach rechts aufsetzen. Dabei überschlug sich die Maschine und zerbrach in mehrere Teile. Dennoch überlebten 175 Passagiere und 10 Besatzungsmitglieder diesen Unfall, 111 Menschen fanden den Tod (siehe auch United-Airlines-Flug 232).[36]

- Am 27. Juli 1989 flog eine DC-10-30 der Korean Air (HL7328) beim Anflug auf den Tripoli International Airport kurz vor der Landung ins Gelände. Neben vier Personen am Boden wurden 75 Flugzeuginsassen getötet (siehe auch Korean-Air-Flug 803).[37]

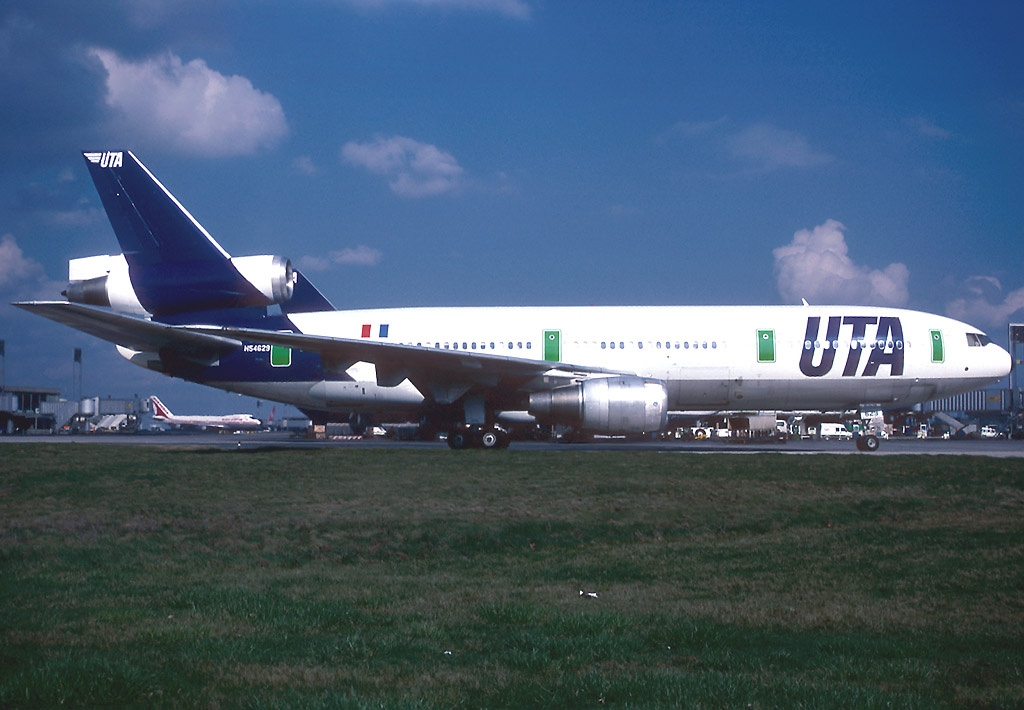
Die am 19. September 1989 durch einen Anschlag zerstörte DC-10

- Am 19. September 1989 stürzte eine DC-10-30 (N54629) der französischen Union de Transports Aériens auf dem Flug von N’Djamena (Tschad) nach Paris in der Ténéré-Wüste im Norden Nigers ab. Ausgelöst wurde der Absturz durch eine Bombenexplosion auf Reiseflughöhe, 46 Minuten nach dem Start. Alle 170 an Bord befindlichen Personen (156 Passagiere und 14 Besatzungsmitglieder) verloren ihr Leben.[38] Vermutet wurde, dass eine libanesische Schiitengruppe die Explosion herbeigeführt habe (siehe auch UTA-Flug 772).[39]

- Am 21. Dezember 1992 verunglückte eine DC-10-30 (PH-MBN) der niederländischen Martinair beim Landeanflug auf den Flughafen Faro (Portugal). Die Maschine mit 340 Personen an Bord zerbrach in zwei Teile und ging in Flammen auf. Grund für den Unfall, bei dem 56 Personen ums Leben kamen, waren schlechte Wetterbedingungen und menschliche Fehler (siehe auch Martinair-Flug 495).

- Am 13. Juni 1996 brach der Kapitän einer DC-10-30 der Garuda Indonesia (PK-GIE) auf dem Flughafen Fukuoka nach einem Triebwerksausfall den Start ab, obwohl das Flugzeug bereits abgehoben hatte. Die Maschine schlug wieder auf, raste über das Ende der Landebahn hinaus und brannte völlig aus. Von den 275 Insassen wurden 3 getötet. Die abgerissene Turbinenschaufel, die den Triebwerksausfall verursacht hatte, hätte nach 6000 Betriebszyklen ausgewechselt werden müssen, war aber nach 6182 Zyklen immer noch im Einsatz (siehe auch Garuda-Indonesia-Flug 865).[40]

- Am 21. Dezember 1999 schoss eine DC-10-30 der französischen AOM French Airlines (F-GTDI), die für die Cubana betrieben wurde, bei der Landung auf dem Flughafen Guatemala-La Aurora bei nasser Witterung über das Landebahnende hinaus und stürzte einen Abhang hinab. Von den 314 Menschen an Bord starben 16 (siehe auch Cubana-Flug 1216).[41]

- Am 25. Juli 2000 verlor eine DC-10 der US-amerikanischen Continental Airlines (N13067) am Flughafen Paris-Charles-de-Gaulle einen 435 mm langen Blechstreifen, wodurch es zum Absturz einer Concorde der Air France (F-BTSC) mit 109 Toten kam, die nach der DC-10 startete. Es war der erste und einzige Absturz einer Concorde.[42]
- Am 31. Januar 2001 flog eine DC-10 der Japan Airlines mit etwa 135 Metern Abstand an einer Boeing 747 ebenfalls von Japan Airlines vorbei. 100 Passagiere wurden verletzt (davon 9 schwer), jedoch gab es keine Todesopfer (siehe auch Beinahezusammenstoß der Japan Airlines 2001).[43][44]
- Am 4. Juni 2006 überrollte eine DC-10-10F der US-amerikanischen Arrow Air bei der Landung in Managua (Nicaragua) das Bahnende. Aufgrund der Schäden am Rumpf, an den Triebwerken, Tragflächen und Tanks wurde die Maschine als Totalverlust abgeschrieben.[45]

- Am 28. Oktober 2016 verunglückte eine MD-10F der US-amerikanischen FedEx (N370FE) bei der Landung in Fort Lauderdale. Der aus Memphis kommenden Maschine brach während des Ausrollens das linke Hauptfahrwerk, wodurch die linke Tragfläche auf dem Asphalt aufschlug und Feuer fing. Die Besatzung konnte sich unverletzt retten. Die Unfallursache war laut dem Untersuchungsbericht der NTSB ein Riss im Fahrwerk. Dieser wurde nicht entdeckt, weil das Wartungsintervall um 213 Tage überschritten war (siehe auch Federal-Express-Flug 910).[46][47]

## Technische Daten
| Kenngröße                      | DC-10-10                        | DC-10-30                                                  | DC-10-40                                                |
| ------------------------------ | ------------------------------- | --------------------------------------------------------- | ------------------------------------------------------- |
| Länge                          | 55,55 m                         | 55,06 m                                                   | 55,04 m                                                 |
| Spannweite                     | 47,43 m                         | 50,39 m                                                   | 50,39 m                                                 |
| Rumpfdurchmesser               | 6,02 m                          | 6,02 m                                                    | 6,02 m                                                  |
| Kabinenbreite                  | 5,69 m                          | 5,69 m                                                    | 5,69 m                                                  |
| Höhe                           | 17,70 m                         | 17,70 m                                                   | 17,70 m                                                 |
| Flügelfläche                   | 329,8 m²                        | 338,8 m²                                                  | 338,8 m²                                                |
| Flügelstreckung                | 6,8                             | 7,5                                                       | 7,5                                                     |
| max. Startmasse                | 186.025 kg                      | 251.815 kg                                                | 251.815 kg                                              |
| Leermasse                      | 110.710 kg                      | 122.960 kg                                                | 123.640 kg                                              |
| Nutzlast                       | 41.290 kg                       | 44.010 kg                                                 | 43.330 kg                                               |
| Höchstgeschwindigkeit          | 960 km/h                        | 960 km/h                                                  | 960 km/h                                                |
| max. Reichweite                | 10.220 km                       | 10.500 km                                                 | 11.190 km                                               |
| Reichweite mit voller Nutzlast | 4.355 km                        | 7.400 km                                                  | 6.485 km                                                |
| Passagiere                     | 265 (typisch) bis 380 (maximal) | 265 (typisch) bis 380 (maximal)                           | 265 (typisch) bis 380 (maximal)                         |
| Triebwerke                     | 3 General Electric CF6-6D       | 3 General Electric CF6-50C2 mit je 226,8 kN Startleistung | 3 Pratt & Whitney JT9D-20 mit je 249,1 kN Startleistung |

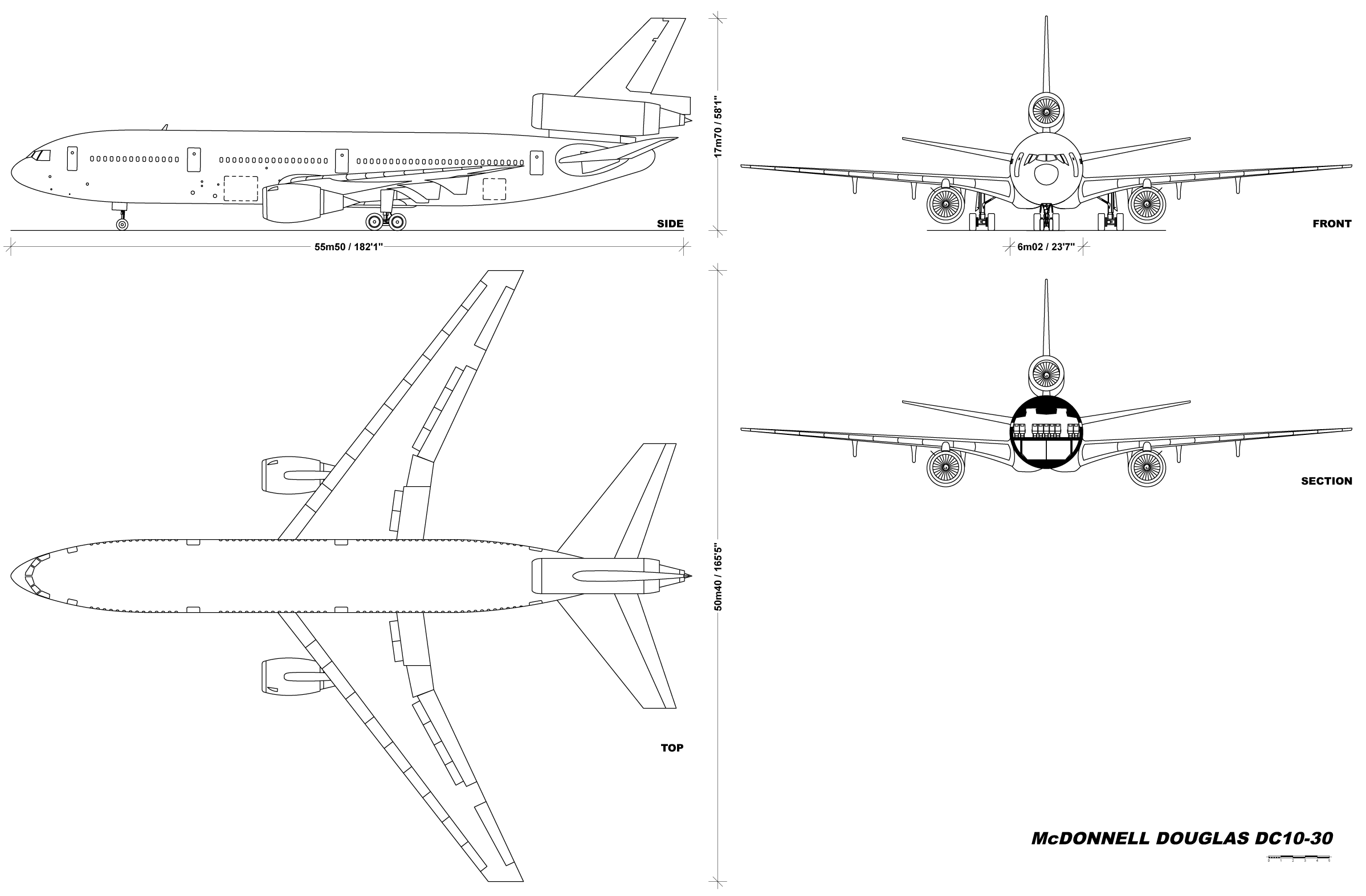
DC-10-30

Alle Daten beziehen sich auf die jeweilige Basisversion. Im Laufe der Produktion wurden jedoch diverse Neuerungen eingeführt, die zu Leistungssteigerungen führten. Abweichungen können je nach Fluggesellschaft und Variante auftauchen. So wurden zum Beispiel alle DC-10-10, die bei American Airlines im Dienst waren, mit den stärkeren CF6-6K-Triebwerken ausgerüstet. Japan Air Lines rüstete ihre DC-10-40 mit stärkeren Triebwerken des Typs JT9D-59 aus.